# P. リーグ+
P. LEAGUE+（読み方: プラス・リーグ、略称: PLG）は、台湾のプロバスケットボールリーグである。

## 歴史

### 2020年
- 5月2日 - 台湾のタレントで、元バスケットボール選手だった陳建州が新しいバスケットボールリーグを立ち上げたいと表明。
- 7月8日 - 陳建州が代表という肩書きとしてリーグ設立したと発表。同時にABLから寶島夢想家、臺北富邦勇士、SBLの桃園璞園建築と新竹の新設チームが参加。SBL所属の高雄九太科技は4チームが組織されたことで参加を断念した。新しいリーグは2000年に中華職籃が解散した以来となる台湾のプロリーグになった。
- 7月15日 - 桃園璞園建築が、新リーグとSBLの両方に参加することを発表。
- 7月21日 - リーグ名称「P. LEAGUE+」を発表。PはPeople（台湾のバスケットボールファン）、Player（努力の選手たち）、Passion（バスケに対する情熱）、Professional（求めていた20年ぶりのプロバスケットボール）、そしてPlus（ファンのパッション「プラス」選手たちのプロフェッショナル）と、多重の意味をしている。
- 8月3日 - 新竹のチーム名発表。
- 9月4日 - リーグを運営する会社「台灣職業籃球發展股份有限公司」を設立。同日をP. LEAGUE+の創立日としている。陳建州は会社の代表でリーグの執行委員長を務めるが、リーグの会長職は設けていない。
- 10月13日 - 桃園璞園建築が桃園領航猿としてPLGに参加すると発表。
- 11月11日 - リーグが記者会見を行い、陳建州がリーグ規定や試合制度、スローガンなどを発表。テレビ中継も決定した。
- 12月19日 - 開幕。

### 2021年
- 3月5日 - リーグの社団法人の設立登録が認められ、PLGの社団法人名称は「社團法人台灣職業籃球聯盟」となった。
- 5月21日 - 新北キングスと高雄スティーラーズの新規参入が決定。リーグは6チームに拡張された。
- 9月30日 - 公式Youtubeチャンネルで、日本のプロバスケットボールリーグ・B.LEAGUEの2021-22シーズン開幕戦を配信。

### 2022年
- 10月6日 - 桃園パイロッツの経営者である璞園建築が冠スポンサーとなり、桃園璞園パイロッツに改名。
- 10月13日 - 高雄スティーラーズが17LIVEが冠スポンサーを迎え、高雄17LIVEスティーラーズに。

### 2023年
- 1月26日 - 高雄17LIVEスティーラーズに、ジェレミー・リンが参加し、リンサニティが再び始動
- 8月22日 - フォルモサ・ドリーマーズは冠スポンサーの台新金融ホールディングスがt1リーグに新規参入のため冠スポンサー降板に、チームは英語は元の名称に戻す、中文はフォルモサの部分は創設時の寶島を使用せず、福爾摩沙を継続使用。
- 8月30日 - 新竹JKOライオニアーズの冠スポンサーだった街口電子支付は3年の冠スポンサーを務めた後に降板、新竹ライオニアーズに名称を戻す。
- 10月5日 - リーグ代表や運営する会社の社長を務めていた陳建州が辞任、後任に璞園建築團隊CEOで同社持有のパイロッツの代表だった李忠恕が就任。
- 11月6日 - リーグは協会制に構造変更、元台湾代表の実業家・張嗣漢が会長に就任、陳建州が副会長としてリーグに残る。
- 12月20日 - 新竹ライオニアーズは御頂国際グループが冠スポンサーになり、新竹御頂ライオニアーズに改称。

### 2024年
- 6月26日 - T1リーグとの合併を発表[1]。
- 7月8日 - 高雄17LIVEスティーラーズ、台北富邦ブレーブス、桃園璞園パイロッツのリーグ残留を発表[2]。
- 7月9日 - T1リーグから台南TSGゴーストホークスの参加を発表[3]。併せてフォルモサ・ドリーマーズ、新竹御頂ライオニアーズ、新北キングスがリーグ離脱し、新リーグ台灣職業籃球大聯盟への参加を発表[4]

## チーム一覧
| チーム名                                  | ホームタウン （ホームアリーナ）           | 設立                               | 加盟 年度 | 座席の数 | 備考                      |
| ----------------------------------------- | ----------------------------------------- | ---------------------------------- | --------- | -------- | ------------------------- |
| 高雄17LIVEスティーラーズ 高雄17直播鋼鐵人 | 高雄市 （高雄市鳳山体育館）               | 2021年                             | 2021-22   | 5321     |                           |
| 台北富邦ブレーブス 臺北富邦勇士           | 台北市 （台北和平バスケットボール体育館） | 1983年                             | 2020-21   | 7000     |                           |
| 桃園璞園パイロッツ 桃園璞園領航猿         | 桃園市 （桃園市総合体育館）               | 2020年（母体チームの設立は1986年） | 2020-21   | 15000    |                           |
| 台南TSGゴーストホークス 臺南台鋼獵鷹      | 台南市 （国立成功大学体育館）             | 2021年                             | 2024-25   | 3500     | 2023-24まではT1リーグ所属 |

## 過去の参加チーム
| チーム名                                | ホームタウン （ホームアリーナ）                                              | 設立   | 加盟 年度 | 退会 年度 | 座席の数                                                      | 備考 |
| --------------------------------------- | ---------------------------------------------------------------------------- | ------ | --------- | --------- | ------------------------------------------------------------- | ---- |
| フォルモサ・ドリーマーズ 福爾摩沙夢想家 | 彰化県彰化市・台中市 （彰化県立体育館 台中インターコンチネンタルミニドーム） | 2017年 | 2020-21   | 2023-24   | 台中インターコンチネンタルミニドーム:3000 彰化県立体育館:7000 |      |
| 新竹御頂ライオニアーズ 新竹御頂攻城獅   | 新竹県竹北市 （新竹県立体育館）                                              | 2020年 | 2020-21   | 2023-24   | 8000                                                          |      |
| 新北キングス 新北國王                   | 新北市 （新北市新莊体育館）                                                  | 2021年 | 2021-22   | 2023-24   | 6800                                                          |      |

## 大会方式

### レギュラーシーズン
2020-21シーズンの4チームはともに24試合のレギュラーシーズンを戦う、各対戦カードは8試合ずつ、ホーム・アウェイともに4試合ずつ、旧正月期間はリーグ戦中断。

2021-22シーズンは6チームとなり、各クラブとも30試合のレギュラーシーズンを戦う、各対戦カードは6試合ずつ、ホーム・アウェイともに3試合ずつ、旧正月と国際大会の中断期間も。

2022-23シーズンから、各クラブとも40試合のレギュラーシーズンを戦う、各対戦カードは8試合ずつ、ホーム・アウェイともに4試合ずつ、2022-23シーズンは中断期間は旧正月のみの予定。

### プレーオフ
レギュラーシーズン2位と3位が対戦、プレーオフシリーズの勝者はレギュラーシーズンの1位と対戦し、優勝を争う。

2021-22シーズンから、レギュラーシーズン1位と4位、2位と3位が対戦、5戦3勝制が行う、各対戦の勝者はファイナルに7戦4勝、優勝を争う。

#### チャンピオン
| チーム             | チャンピオン数 | 年度                    |
| ------------------ | -------------- | ----------------------- |
| 臺北富邦勇士       | 3              | 2020-21 2021-22 2022-23 |
| 桃園領航猿         | 0              |                         |
| 新竹街口攻城獅     | 0              |                         |
| 福爾摩沙台新夢想家 | 0              |                         |
| 新北國王           | 0              |                         |
| 高雄鋼鐵人         | 0              |                         |

## アワード
| シーズン | MVP    | 最優秀シックスマン賞 | 最優秀ルーキー賞 | 最優秀ディフェンスプレーヤー賞 | 最成長選手賞   | 最優秀監督賞           |
| -------- | ------ | -------------------- | ---------------- | ------------------------------ | -------------- | ---------------------- |
| 2020-21  | 張宗憲 | ランダルー・ワルコ   | 高國豪           | ハシーム・サビート             |                | 許晉哲                 |
| 2021-22  | 楊敬敏 | 盧峻翔               | 陳又瑋           | トーマス・ウェルシュ           | ケネス・チェン | 林冠綸                 |
| 2022-23  | 楊敬敏 | 林俊吉               | 白曜誠           | ブランドン・ギルベック         | 曾祥鈞         | ライアン・マーチャンド |
| 2023-24  |        |                      |                  |                                |                |                        |